# 里亞比納
50°20′38″N 35°13′38″E / 50.34389°N 35.22722°E
里亞比納（烏克蘭語：Рябина）是位於烏克蘭東北部的村莊，由蘇梅州奥赫蒂尔卡区的基里基夫卡市鎮負責管轄。該村處於沃爾斯克拉河畔，分別距離伊萬尼夫卡1.5公里和多布良西克2公里，始建於1660年，海拔高度125米，2001年人口1,596。